# نبراسکا سیتی (نبراسکا)
نبراسکا سیتی(به انگلیسی: Nebraska City) شهری در ایالت نبراسکا کشور ایالات متحده آمریکا است که جمعیت آن در سرشماری سال ۲۰۱۰ میلادی، ۷٬۲۸۹ نفر بوده‌است.